# Cementerio de Fluntern
El Cementerio de Fluntern (en alemán: Friedhof Fluntern) es un espacio para entierros que está situado en el distrito Zürichberg de Zúrich, en el país europeo de Suiza. Se encuentra específicamente en una colina sobre la ciudad de Zúrich. Se le conoce sobre todo porque algunos escritores de renombre mundial están enterrados aquí, como James Joyce y Elias Canetti y varios ganadores del Premio Nobel.
El cementerio está situado al lado de un zoológico y una parada de tranvía en la carretera, entre Zúrich y el bosque de Zúrich. Cubre un área de 33.250 metros cuadrados. Además de las tumbas privadas, hay también tumbas de la comunidad.